# Modellpark Berlin-Brandenburg
Modellpark Berlin-Brandenburg er en miniaturepark i Berlin. På et tre hektar stort område er der opsat mere end 65 nøjagtige modeller af bygningsværker fra Berlin og Brandenburg i størrelsesforholdet 1:25. Parken befinder sig på det tidligere Ernst-Thälmann-Stadions område i Volkspark Wuhlheide.
Ideen med miniatureparken er at give publikum "et overblik over de vigtigste bygningsværker i regionen". På den måde skal den som en "rejsefører i 3D" opfordre de besøgende til at besøge de virkelige steder i Berlin og omegn.
Udover modellerne rummer parken et åbent værksted, legeplads, sansehave, urtehave og et udsigtspunkt.

## Baggrund
Arbeitsagentur Mitte gav i 2000 BUS (Bildung, Umschulung Soziales) gGmbH til opgave at bygge en miniaturepark. Målet skulle være "at tilbyde langtidsarbejdsløse en mulighed meningsfuld beskæftigelse gennem modelbyggeri af høj kvalitet". Dermed skulle indretningen "opnå ubegrænsede, ikke subventionerede arbejdspladser". Som første model byggedes Beamtentor i Gesundbrunnen af 36 medarbejdere. I tilslutning til det byggede man det indre af Oberbaumbrücke og Pergamonmuseum. I 2011 beskæftigede i alt fem værksteder i Berlin hver ca. 25 mennesker med bygning af modeller. Projektet varetages af Union Sozialer Einrichtungen (USE) gGmbH, en almennnyttig organisation, der driver værksteder for handicappede.

## Modeller
En sti rundt i parken symboliserer Berlins bygrænse, idet modeller fra Brandenburg befinder sig udenfor denne ring. I det følgende er modellerne oplistet fordelt mellem de to forbundslande (status april 2012).

### Berlin
| - Borsigturm og Borsigtor - Brandenburger Tor - Britzer Mühle - Deutsch-Französisches Volksfest - Dorfkate Falkenberg - Dorfkirche Marienfelde - Dorfkirche Marzahn - Dorfkirche Stralau - Frankfurter Tor - Gatower Mühle - Grunewaldturm - HiFlyer - Jüdisches Museum Berlin - Kaiser-Wilhelm-Gedächtniskirche | - Kommandantenhaus - Mies-van-der-Rohe-Haus - Museum im Wasserwerk Friedrichshagen - Nachbarschaftshaus Kiezspinne Lichtenberg - Neue Wache - Niedrigenergiehaus HOWOGE - Pergamonmuseum - Rathaus Köpenick - Rathaus Lichtenberg - Rathaus Spandau - Reichstagsgebäude - Schloss Biesdorf | - Schloss Friedrichsfelde - Schloss Köpenick - Schloss Pfaueninsel - Sechserbrücke - Siegessäule - St.-Nikolai-Kirche Spandau - Stadtkirche Köpenick - Stiftskirche des Evangelischen Johannesstifts - U-Bahnhof Wittenbergplatz - Zeiss-Großplanetarium - Zitadelle Spandau |

Glienicker Brücke befinder sig mellem Berlin og Brandenburg.

### Brandenburg
| - Alexandrowka - Alte Bischofsburg Wittstock - Bismarckturm Pritzwalk - Burg Rabenstein - Dorfkirche Fretzdorf - Dorfkirche Christdorf - Fachwerkhaus Kyritz - Fachwerkkirche Kreuzburg - Fortunaportal Potsdam - Gröper Tor Wittstock | - Kirke og mølle i Bredereiche - Kleist-Museum Frankfurt/Oder - Kloster Neuzelle - St. Marien Neuruppin - Rathaus Kyritz - Rathaus Wittstock - Schinkelkirche Glienicke - Schloss Königs Wusterhausen - Schloss Oranienburg - Schloss Reichenow | - Schloss Rheinsberg - Schloss Sanssouci - Spreewalddorf - Staatstheater Cottbus - Stadtkirche Fürstenberg - Steintorturm Brandenburg - Uhrenturm Wittenberge - Wehrkirche og Schloss Kampehl - Zisterzienserkloster Heiligengrabe |